# セヴニツァ
セヴニツァ（Sevnica）は、スロベニアのサヴァ川流域にある市である。